# شيلديبيرت الثاني
شيلديبيرت الثاني (بالفرنسية: Childebert II)‏ (575-595) ملك ميروفينقين (Merovingian) من أوستراسيا، والتي شملت بروفنس في ذلك الوقت، من 575 حتى وفاته في عام 595.